# Boschloop
De Boschloop is een beek in de Noord-Brabantse gemeente Cranendonck en behoort tot het stroomgebied van de Dommel.
De beek begint ten oosten van Budel-Schoot nabij het Vliegveld van Budel en stroom in overwegend noordelijke richting om ten westen van Maarheeze in de Buulder Aa uit te monden.
De -volledig gekanaliseerde- beek is ongeveer 6 km lang en heeft een verval van ongeveer 8 meter.